# 陕西水库列表
根据中华人民共和国水利部发布的《中国水库名称代码》（中华人民共和国行业标准SL259-2000）将陕西省所有大型水库及中型水库列表如下。

## 大型水库
| 水库       | 水系   | 总库容 亿立方米 | 位置         |
| ---------- | ------ | --------------- | ------------ |
| 安康水库   | 汉江   | 25.85           | 安康市汉滨区 |
| 石泉水库   | 汉江   | 3.98            | 安康市       |
| 冯家山水库 | 千河   | 3.89            | 宝鸡市       |
| 喜河水库   | 汉江   | 2.3             | 安康市石泉县 |
| 王瑶水库   | 延河   | 2.03            | 延安市       |
| 黑河水库   | 黑河   | 2.0             | 西安市周至县 |
| 石头河水库 | 渭河   | 1.47            | 宝鸡市       |
| 蔺河口水库 | 岚河   | 1.47            | 安康市岚皋县 |
| 羊毛湾水库 | 漆水河 | 1.20            | 咸阳市       |
| 石门水库   | 汉江   | 1.10            | 汉中市汉台区 |

## 西安市
- 石砭峪水库 长安县石砭峪乡
- 零河水库 临潼区零口乡

## 延安市
- 孙台水库 延安市宝塔区蟠龙镇
- 王瑶水库 安塞县王瑶乡
- 边墙渠水库 吴旗县长城乡
- 周湾水库 吴旗县周湾乡
- 石堡川水库 洛川县石头乡
- 拓家河水库 洛川县武石乡
- 电市水库 子洲县电市乡
- 中山川水库 子长县安定乡
- 寒砂石水库 延川县永坪镇
- 郑家河水库 黄陵县隆坊镇

## 榆林市
- 河口水库 榆林市岔河则乡
- 中营盘水库 榆林市孟家湾乡
- 红石峡水库 榆林市红石峡乡
- 河口庙水库 横山县塔湾乡
- 水路畔水库 靖边县水路畔乡
- 新桥水库 靖边县东坑乡
- 金鸡沙水库 靖边县东坑乡
- 大岔水库 靖边县镇静乡
- 猪头山水库 靖边县
- 张家峁水库 靖边县镇静乡
- 王家庙水库 靖边县新农村乡
- 杨家湾水库 靖边县新农村乡
- 土桥水库 靖边县龙洲乡
- 惠桥水库 靖边县杨桥畔乡
- 常家沟水库 神木县店塔镇

## 宝鸡市
- 冯家山水库 宝鸡县冯家山村
- 王家崖水库 宝鸡市石羊庙乡
- 信邑沟水库 扶风县城关镇
- 段家峡水库 陇县曹家湾乡
- 石头河水库 落星乡
- 东风水库 凤翔县纸坊乡
- 白荻沟水库 凤翔县姚家沟乡
- 白家窑水库 扶风县城关镇
- 丁童水库 岐山县青化乡童家村

## 咸阳市
- 冯村水库 三原县嵯峨乡
- 黑松林水库 淳化县石桥乡
- 羊毛湾水库 乾县羊毛湾村
- 老鸦嘴水库 乾县
- 大北沟水库 乾县梁村乡
- 泔河水库 礼泉县城北

## 渭南市
- 尤河水库 渭南市川口王村
- 林皋水库 白水县大杨镇
- 薛峰水库 韩城市薛峰乡
- 三张水库 渭南市三张镇

## 铜川市
- 桃曲坡水库 耀州区安理乡
- 玉皇阁水库 耀州区坡头镇
- 福地水库 宜君县五里镇
- 西河水库 宜君县城西 铜黄高速旁边

## 安康市
- 安康水库 安康市火石岩乡
- 石泉水库 石泉县县城城关
- 喜河水库 石泉县后柳镇
- 八一水库 安康市潭坝镇
- 观音河水库 汉阴县观音河乡
- 蜀河电站水库 旬阳县蜀河镇316国道
- 达名电站水库 旬阳县甘溪镇102省道
- 大岭电站水库 旬阳县赵湾镇102省道
- 赵湾电站水库 旬阳县赵湾镇102省道

## 汉中市
- 石门水库 汉中市汉台区褒河乡
- 谠河水库 洋县纸坊乡
- 红寺坝水库 南郑县黄官镇
- 南沙河水库 城固县七里店乡
- 白龙湖水库宁强县

## 商洛市
- 二龙山水库 商州区三官庙乡
- 鱼岭水库 丹凤县商镇鱼岭区